# Leslie Barbara Butch
Leslie Barbara Butch, parfois seulement Barbara Butch, née le 17 mars 1981 à Paris, est une DJ et militante française.

## Biographie

### Famille et jeunesse
Née en 1981 à Paris, Leslie Barbara Butch grandit dans le 7e arrondissement dans une famille juive traditionaliste. Son père, français d'origine marocaine, est peintre en bâtiment, sa mère, d'origine ashkénaze, est secrétaire.
Dès l'enfance, elle pratique de nombreux instruments et enregistre des mixtapes.

### Carrière
Elle quitte Paris à 22 ans pour Montpellier, où elle tient un restaurant de 2004 à 2008, L'Arrosoir, dans lequel elle fait ses débuts dans le DJing,. À la fermeture du restaurant, elle décide de se consacrer à sa carrière de DJ. Elle revient à Paris dans les années 2000 et y fréquente le Pulp.
Elle prend le pseudonyme Barbara Butch en référence à Barbara Bush et au concept de butch dans le lesbianisme.

#### Projets artistiques
En 2013, elle retourne vivre à la capitale et commence par jouer dans des petits bars comme Les Souffleurs, un bar parisien du 4e arrondissement, ou Le Raymond, puis dans des endroits plus grands comme le Rosa Bonheur, bar-guinguette du 19e arrondissement, où elle est artiste résidente, la Machine du Moulin Rouge, le Glazart, ou encore La Mutinerie. Elle devient connue auprès du public gay en 2013 sur internet et aux Souffleurs. Cela lui permet de se consacrer entièrement au DJing et d'abandonner un travail alimentaire dans la vente.
En 2017, elle est artiste associée au Centre chorégraphique national de Caen en Normandie pour un DJ set de clôture du programme de rentrée en association avec Ola Maciejewska, Alban Richard et Mélanie Cholet.
En 2019, elle mixe au Festival Paris Est Têtu,,.
En 2020, lors du premier confinement dû au Covid-19, elle lance les soirées virtuelles lappartchezmoi les samedis soir sur les réseaux sociaux, accessibles aux personnes entendantes et sourdes.
En février 2021, elle pose pour une campagne virtuelle pour le parfum La belle, de Jean-Paul Gaultier,.

#### Cérémonie d'ouverture des Jeux olympiques de Paris
En juillet 2024, elle est DJ lors de la cérémonie d'ouverture des Jeux olympiques de Paris,,. Elle apparaît dans le huitième tableau intitulé Festivité qui débute par un défilé de mode et se termine sur une scénographie qui fait l'objet de nombreuses polémiques. Personnage majeur de ce tableau, elle est prise pour cible sur les réseaux sociaux. Elle reçoit des insultes sexistes, grossophobes, lesbophobes et antisémites ainsi que des appels au meurtre, ce qui la conduit à porter plainte pour « cyberharcèlement aggravé et menaces de mort ». En décembre 2024, le parquet de Paris annonce la mise en examen de trois personnes à la suite de cette plainte.

#### Flamme paralympiques
En août 2024, Butch a porté la flamme paralympique[réf. nécessaire].

### Militantisme
En février 2020, elle fait la couverture de Télérama, illustrant la une « Le fléau de la grossophobie : mais pourquoi rejette-t-on les gros ? » en posant nue,,,. Cette photographie est censurée par Instagram et Facebook alors qu'elle ne contrevient pas aux règles qui interdisent la présence d’organes sexuels, ainsi que de tétons féminins. Instagram bloque 24 heures le compte de Barbara Butch pour la même raison lorsqu'elle republie l'image sur son compte personnel.
Activiste féministe, lesbienne et grosse, elle milite par son look, son travail et sur les réseaux sociaux en prenant position contre la grossophobie, l'homophobie ou la putophobie. Du fait de cet engagement, elle est victime de cyberharcèlement. Elle publie de nombreuses photographies sur Instagram où elle se met en scène avec sa compagne ou alerte sur des actes homophobes. En 2023, elle se définit sur France Inter comme « love activist ».
Elle était coordinatrice du pôle LGBT du bureau d'accueil et d'accompagnement des migrants.
En 2019, elle participe aux événements du CLAQ — Comité de libération et d'autonomie queer — et mixe gratuitement en soutien au mouvement de grève des femmes de chambres de l’hôtel Ibis Batignolles.
En 2022, elle apparaît dans le court métrage Extra large réalisé par Marina Ziolkowski. Elle y joue, aux côtés de Rosa Bursztein et de Bérangère McNeese, une dystopie où la grossophobie de la société est poussée jusqu'à l'absurde.

## Notoriété
En décembre 2021, elle est élue personnalité de l'année lors de la 4e cérémonie des Out d'or, organisée par l'Association des journalistes LGBT (AJL),,.

## Filmographie
- 2022 : Extra Large de Marina Ziolkowski (court métrage) : Niki
- 2024 : Leurs enfants après eux de Ludovic Boukherma et Zoran Boukherma : la tante d'Anthony

### Radio
- Augustin Trapenard, « Amour Barbara Butch », sur France Inter, 10 février 2021.
- « C'est quoi ton Signe », Barbara Butch, sur Apple Podcast, 2 avril 2021.